# Zgromadzenie Narodowe (Republika Środkowoafrykańska)
Zgromadzenie Narodowe (fr. Assemblée nationale) – izba niższa parlamentu Republiki Środkowoafrykańskiej. Składa się ze 131 członków wybieranych na pięcioletnią kadencję. Deputowani wybierani są w jednomandatowych okręgach wyborczych, lecz gdy kandydaci nie uzyskają wymaganej liczby głosów, przeprowadzana jest druga tura.